# Base antarctique Wasa
La base antarctique Wasa est une station de recherche suédoise, construite en 1987-1988. Elle est située près de la station finnoise Aboa dans les montagnes Kraul sur la Terre de la Reine-Maud. Les deux stations coopèrent étroitement, et l’ensemble est parfois appelé la base Nordenskiöld.
Wasa est une station d’été qui abrite 12-16 personnes. Elle est gérée par Polarforskningssekretariatet (Le Secrétariat de Recherche Polaire).